# Stefan Dotzler
Stefan Dotzler (Monaco di Baviera, 10 dicembre 1960) è un ex fondista tedesco occidentale.
È padre di Hannes, a sua volta fondista di alto livello.

## Biografia
In Coppa del Mondo ottenne il primo risultato di rilievo il 12 marzo 1982 a Falun (19°) e l'unico podio il 14 gennaio 1983 a Reit im Winkl (3°).
In carriera prese parte a due edizioni dei Giochi olimpici invernali, Sarajevo 1984 (30° nella 15 km, 37° nella 30 km, 6° nella staffetta) e Calgary 1988 (10° nella 30 km), e a una dei Campionati mondiali, Oslo 1982 (6° nella staffetta).

## Palmarès

### Coppa del Mondo
- Miglior piazzamento in classifica generale: 17º nel 1983
- 1 podio (individuale[2]):
  - 1 terzo posto